# PEG Sud
Le point virtuel d'échange de gaz - Sud, communément appelé PEG Sud, était l'un des trois points virtuels de vente, d'achat et d'échange de gaz naturel et de gaz naturel liquéfié (GNL) en France. C'était l'un des points de tarification et de livraison des contrats à terme de gaz naturel de Powernext.

## Histoire
Créé en 2004 et rationalisé en 2009, le PEG Sud était l'un des trois points virtuels d'échanges de gaz (PEG ou hubs d'échanges) et zones d'équilibrage du gaz en France avec le PEG Nord et le PEG TIGF (Ouest) depuis 2004. Il couvrait la moitié sud de la France à l'exception de la région sud-ouest qui était couverte par le PEG TIGF.
Le gaz au PEG Nord est négocié sur la bourse Powernext. Au 1er avril 2015, il a été fusionné avec le PEG TIGF (France) dans la Trading Region France (TRS).

## Possession
Le PEG Sud appartenait à GDF Suez via sa filiale GRTgaz.

## Interconnexions
Le PEG Sud était connecté au PEG Nord et au PEG TIGF (Ouest).